# پیشوا (امپراتوری مراتا)
پیشوا (مراتی: पेशवे) صاحب مقام وزارت و فرمانداری در امپراتوری مراتا بوده است. در آغاز، پیشوا در خدمت پادشاه مراتی بوده است، اما با گذر زمان، پیشواها به مقام رهبری غیررسمی مراتی‌ها ارتقاء و پادشاهان مراتی به فرمانروای اسمی فرود یافتند. در سال‌های پایانی امپراتوری مراتا، پیشواها به نجیب‌زادگان قلیل‌القدرتی که در خدمت کمپانی هند شرقی بودند، تنزل پیدا کردند.
واژهٔ پیشوا برگرفته از زبان فارسی است. نخستین پیشوای مراتی، پیشوا موروپانت است که در سال ۱۶۷۴ میلادی توسط شیواجی انتخاب گردید. اوج قدرت پیشوایان در دوران پیشوایی باجی‌رائوی اول بوده است.